# Лихбург
Лихбург (њем. Lühburg) општина је у њемачкој савезној држави Мекленбург-Западна Померанија. Једно је од 62 општинска средишта округа Гистров. Према процјени из 2010. у општини је живјело 264 становника. Посједује регионалну шифру (AGS) 13053056.

## Географски и демографски подаци
Лихбург се налази у савезној држави Мекленбург-Западна Померанија у округу Гистров. Општина се налази на надморској висини од 13 метара. Површина општине износи 17,3 km². У самом мјесту је, према процјени из 2010. године, живјело 264 становника. Просјечна густина становништва износи 15 становника/km².